# Pericle Felici

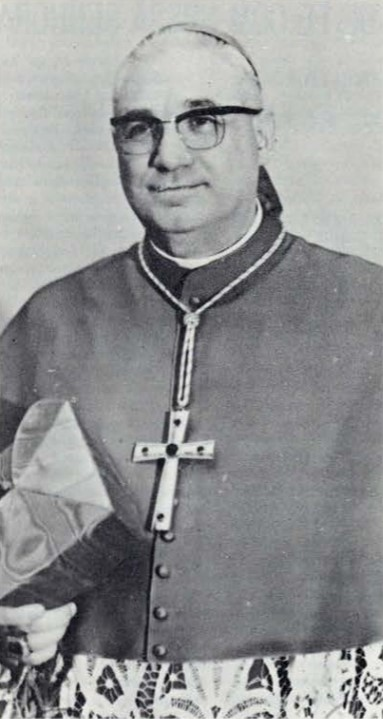
Pericle Kardinal Felici (1968)

Kardinalswappen

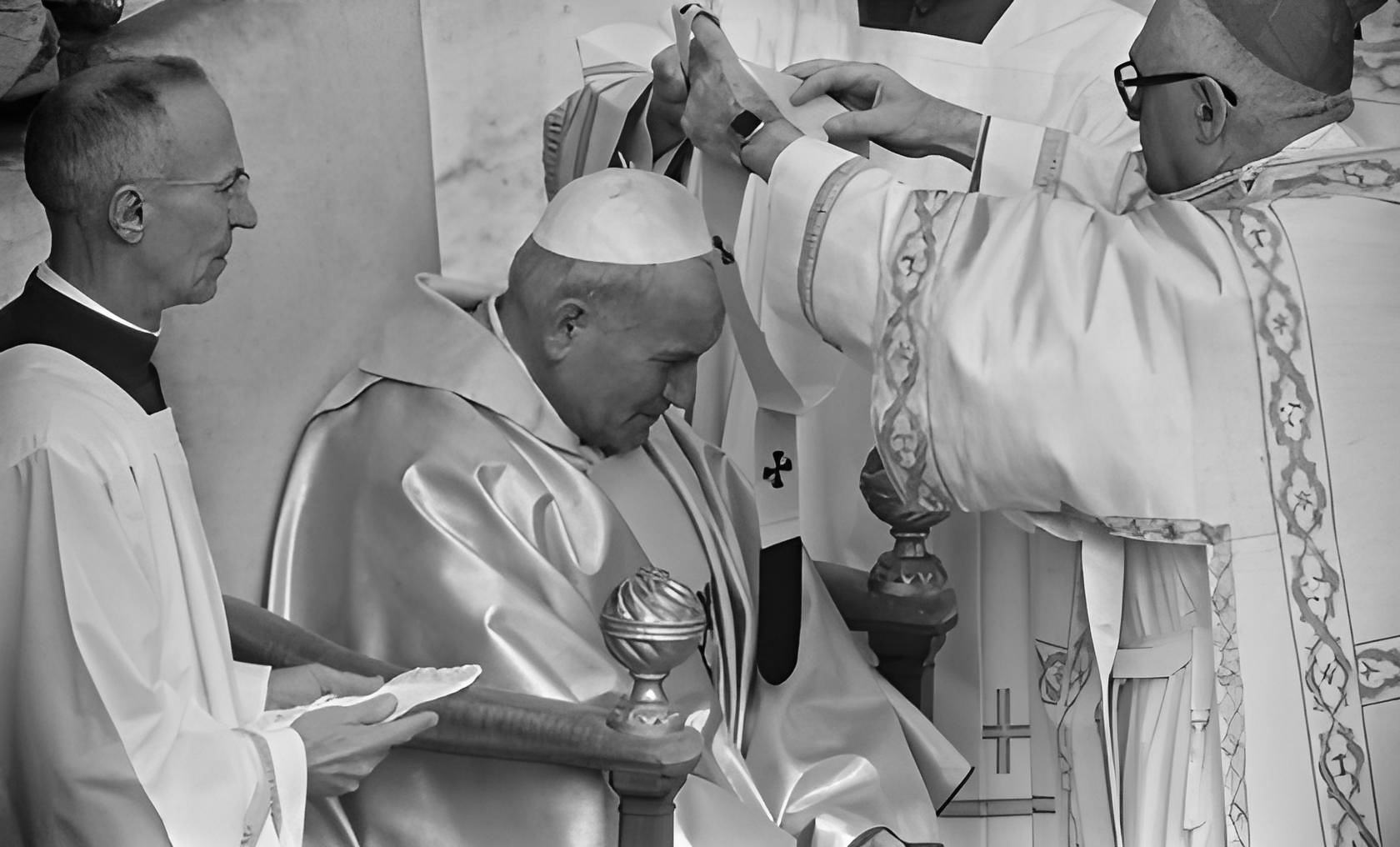
Felici (re.) als Kardinalprotodiakon beim Anlegen des Palliums während der Amtseinführung Papst Johannes Pauls II. (1978)

Pericle Kardinal Felici (* 1. August 1911 in Segni, Provinz Rom, Italien; † 22. März 1982 in Foggia) war ein Kurienkardinal der römisch-katholischen Kirche.

## Leben
Pericle Felici erhielt seine theologische und philosophische Ausbildung in Segni und Rom. Er empfing am 28. Oktober 1933 das Sakrament der Priesterweihe. Von 1934 bis 1938 war er Dozent an der Lateranuniversität. Von 1938 bis 1948 war er Rektor des Päpstlichen Römischen Priesterseminars, von 1950 bis 1959 dessen Spiritual. 1940 verlieh ihm Papst Pius XII. den Titel eines Geheimkämmerers Seiner Heiligkeit. Von 1947 bis 1960 arbeitete Pericle Felici zudem als Auditor für den Gerichtshof der Römischen Rota.
Papst Johannes XXIII. bestellte Felici – auf Anraten von Kardinal Domenico Tardini – am 13. Mai 1959 zum Generalsekretär der Vor-Vorbereitungskommission (lat.: Commissio antepraeparatoria) für das Zweite Vatikanische Konzil, eine Schlüsselposition. Um Felici mit einer für dieses Amt angemessenen Hierarchiestufe zu versehen, ernannte der Papst ihn am 3. September 1960 zum Titularerzbischof von Samosata. Die Bischofsweihe spendete ihm der Papst am 28. Oktober 1960, Mitkonsekratoren waren Erzbischof Diego Venini, Almosenier Seiner Heiligkeit, und Benigno Carrara, Bischof von Imola. Felici fungierte als Generalsekretär des Zweiten Vatikanischen Konzils.
Papst Paul VI. nahm Felici im Jahre 1967 als Kardinaldiakon mit der Titeldiakonie Sant’Apollinare alle Terme Neroniane-Alessandrine in das Kardinalskollegium auf und ernannte ihn zum Präsidenten der Päpstlichen Kommission für die Auslegung der Dokumente des Zweiten Vatikanischen Konzils. 1977 erhielt er die Ernennung zum Präfekten des Obersten Gerichtshofs der Apostolischen Signatur. Pericle Felice kam 1978 als Kardinalprotodiakon die Ehre zu, nach den beiden Konklaven des Jahres mit dem Habemus papam die Wahl von Johannes Paul I. und Johannes Paul II. zum Oberhaupt der katholischen Kirche von der Benediktionsloggia des Petersdomes bekannt zu geben. Nach dem Tod Pauls VI. im August 1978 galt er zudem als papabile. 1979 wurde er unter Beibehaltung seiner Titelkirche zum Kardinalpriester pro hac vice erhoben.
Pericle Felici starb am 22. März 1982 in Foggia und wurde in seinem Geburtsort bestattet.

## Ehrungen
- 1966: Großoffizier des Verdienstordens der Italienischen Republik